# Sincere Carry
Sincere Carry (Solon, Ohio; 15 de septiembre de 1999) es un baloncestista estadounidense que pertenece a la plantilla del Phoenix Hagen de la ProA alemana. Con 1,85 metros de estatura, juega en la posición de base.

## Trayectoria deportiva

### Universidad
Jugó tres temporadas con los Dukes de la Universidad Duquesne, en las que promedió 11,9 puntos, 5,9 asistencias, 3,9 rebotes y 1,6 robos de balón por partido. En su primera temporada fue incluido en el mejor quinteto de rookies de la Atlantic 10 Conference. Jugó cinco partidos como junior promediando nueve puntos por partido, pero decidió ser transferido en enero de 2021. El entrenador en jefe de Duquesne, Keith Dambrot, afirmó que la salida de Carry no estaba relacionada con el tiempo de juego, sino que se debió a su insatisfacción con el programa.
Finalmente optó por mudarse a los Golden Flashes de la Universidad Estatal de Kent. Allí disputó dos temporadas más, en las que promedió 17,7 puntos, 4,8 asistencias y 4,1 rebotes por partido, siendo incluido en ambas temporadas tanto en el mejor quinteto de la Mid-American Conference como en el mejor quinteto defensivo, y además elegido en 2022 Jugador del Año de la conferencia.

#### Estadísticas
| Año     | Equipo     | PJ  | PT  | MPP  | %TC  | %3P  | %TL  | RPP | APP | ROB | TPP | PPP  |
| ------- | ---------- | --- | --- | ---- | ---- | ---- | ---- | --- | --- | --- | --- | ---- |
| 2018–19 | Duquesne   | 28  | 28  | 33.5 | .434 | .315 | .718 | 3.6 | 5.8 | 2.4 | .2  | 12.1 |
| 2019–20 | Duquesne   | 30  | 30  | 35.6 | .411 | .336 | .750 | 3.9 | 5.3 | .9  | .1  | 12.2 |
| 2020–21 | Duquesne   | 5   | 5   | 30.2 | .368 | .333 | .522 | 4.8 | 4.2 | 1.6 | .0  | 9.0  |
| 2021–22 | Kent State | 34  | 33  | 36.6 | .431 | .353 | .785 | 4.5 | 4.8 | 1.4 | .2  | 17.9 |
| 2022–23 | Kent State | 35  | 35  | 36.8 | .408 | .305 | .812 | 3.7 | 4.8 | 1.7 | .2  | 17.5 |
| Total   | Total      | 132 | 131 | 35.5 | .419 | .328 | .761 | 4.0 | 5.1 | 1.6 | .2  | 14.9 |

### Profesional
Tras no ser elegido en el Draft de la NBA de 2023, se unió a los Memphis Hustle después de ser seleccionado en la segunda ronda del draft de la G League. Sin embargo, fue despedido el 8 de noviembre. No fue hasta el 28 de diciembre cuando firmó su primer contrato profesional, con el Iraklis BC de la A2 Ethniki griega.
El 8 de agosto de 2024 firmó con los Phoenix Hagen de la ProA, la segunda división alemana.